# Andira Utami
Andira Utami, conocida simplemente como Andira (n. Yakarta, 8 de marzo de 1995), es una cantante indonesia que se dio a conocer con su primer sencillo musical titulado "Piérdete", que fue lanzado en 2012 mientras estudiaba todavía en colegio. En 2016, después de graduarse de sus estudios escolares, ella grabó y volvió a lanzar un nuevo sencillo titulado "Gone". Esta canción fue escrita y compuesta por Nino RAN, integrante del dúo Maliq & D'Essentials. Su primer álbum titulado What I Love, fue producido por Rishanda Singgih, aunque Adira ha escrito y compuesto también canciones para este mismo álbum.

## Discografía

### Álbum de estudio
- What I Love (2016)

### Singles
- “Enyah” (2012)
- “Menghilang” (2016)